# Claude-Marguerite Renart de Fuchsamberg
Claude-Marguerite Renart de Fuchsamberg (Rochefort, 8 novembre 1736 – Cabo de São Vicente, 14 febbraio 1797) è stato un ammiraglio francese naturalizzato spagnolo durante il corso della Rivoluzione francese. Come comandante di una divisione di navi di linea della squadra navale del tenente generale José de Córdova y Ramos partecipò alla battaglia di Capo San Vincenzo del 1797. È autore del volume di tattica navale Tactique navale, ou Traité sur les évolutions, sur les signaux et sur les mouvements de guerre  edito in Francia nel 1788.

## Biografia
Nacque a Rochefort l'8 novembre 1736, figlio di Claude-Thomas Renart de Fuchsamberg, secondo marchese d'Amblimont, signore di Saint-Fort-sur-Gironde, e della sua sposa Marguerite Michel de Saint-For.
Arruolatosi giovanissimo nella Marine royale nel dicembre 1751, inquadrato in una Compagnia di guardiamarina, nel corso del 1753 prese parte alla campagna delle Antille, venendo promosso tenente il 23 maggio 1754. Il 17 luglio dello stesso anno sposò la nobile Marie-Anne de Chaumont de Quitry. La cerimonia si tenne a Cachan, nella cappella del castello del duca de la Force, parente de la sposa, alla presenza del re Luigi XV e della Regina Maria Giuseppina, e l'anno successivo partecipò ad una nuova spedizione alle Antille.

### Il servizio nella Marine Royale
Già noto per le sue capacità di comando e di manovra, si imbarcò poi sulla nave al comando del duca di Borgogna, inquadrata nella squadra navale dell'ammiraglio Emmanuel-Auguste Cahideuc Dubois de La Motte. Nel 1759 assunse il comando della fregata guardacoste Sardoine di base a Rochefort. Promosso tenente di vascello il 2 agosto 1760, due anni dopo ebbe il comando della corvetta Étourdie, e nel 1763 della similare Héroïne. Assunse nel 1766 il comando della fregata Dédaigneuse di stanza a Santo Domingo, e poi nel 1770 della fregata Tourterelle, di base alla Martinica. Insignito del titolo di cavaliere dell'Ordine militare di San Luigi nel il 25 giugno 1770, nel novembre dello stesso anno trasportò a bordo della sua nave il nuovo governatore della Martinica, Louis Florent de La Vallière. Il 1º ottobre 1770 fu promosso capitano di fregata, e il 18 febbraio 1772 ascese al rango di capitano di vascello, e nel 1776 al comando della fregata Diligente fu inquadrato nella Squadra d’evoluzione agli ordini del Commodoro Louis Charles du Chaffault de Besné.
All'inizio del 1778 passò al comando del vascello da 64 cannoni Artésien, passando poi sul pariclasse Vengeur con cui il 18 luglio salpò da Brest insieme ad altre navi. Mentre il giorno 24 si trovava con il suo vascello in navigazione insieme alla fregate La Belle Poule e Sensible, udì il rumore di alcuni colpi di cannone. Avvicinatosi al luogo di provenienza scorse una nave corsara inglese, la Saint Peter, che aveva catturato l'Aquilon una nave appartenente alla Compagnia francese delle Indie orientali proveniente da Chandernagor con un prezioso carico di mercanzie. Ingaggiato il combattimento con la nave corsara riuscì a catturarla, e a liberare il mercantile, scortando quindi il Sant Peter a Lorient. Il 27 luglio seguente partecipò alla battaglia di Ouessant, e il 13 agosto successivo ingaggio combattimento con il vascello inglese da 50 cannoni Warwik, che però rifiutò il combattimento e si allontanò inseguito per un breve tratto dal Vengeur. Promosso brigadiere, nel 1779 assunse il comando del vascello da 74 cannoni Hércule in forza alla squadra del ammiraglio Louis Guillouet, conte di Orvilliers, forte di 28 vascelli, 2 fregate e 10 imbarcazioni più piccole. Salpata da Brest il 3 luglio la squadra francese si sarebbe ricongiunta con quelle spagnole provenienti da Cadice e da El Ferrol rispettivamente al comando di don Luis de Córdova y Córdova e don Antonio de Arce, forti complessivamente di 39 vascelli, 9 fregate e 6 tra corvette e brigantini. Il tenente generale de Córdova y Córdova assunse il comando della flotta spagnola. Scopo della missione congiunta era di affrontare la squadra navale inglese, ma a causa delle avverse condizioni meteorologiche presenti sulla costa inglese il combattimento non ebbe mai luogo, e le due flotte si separarono rientrando ai rispettivi porti di partenza.

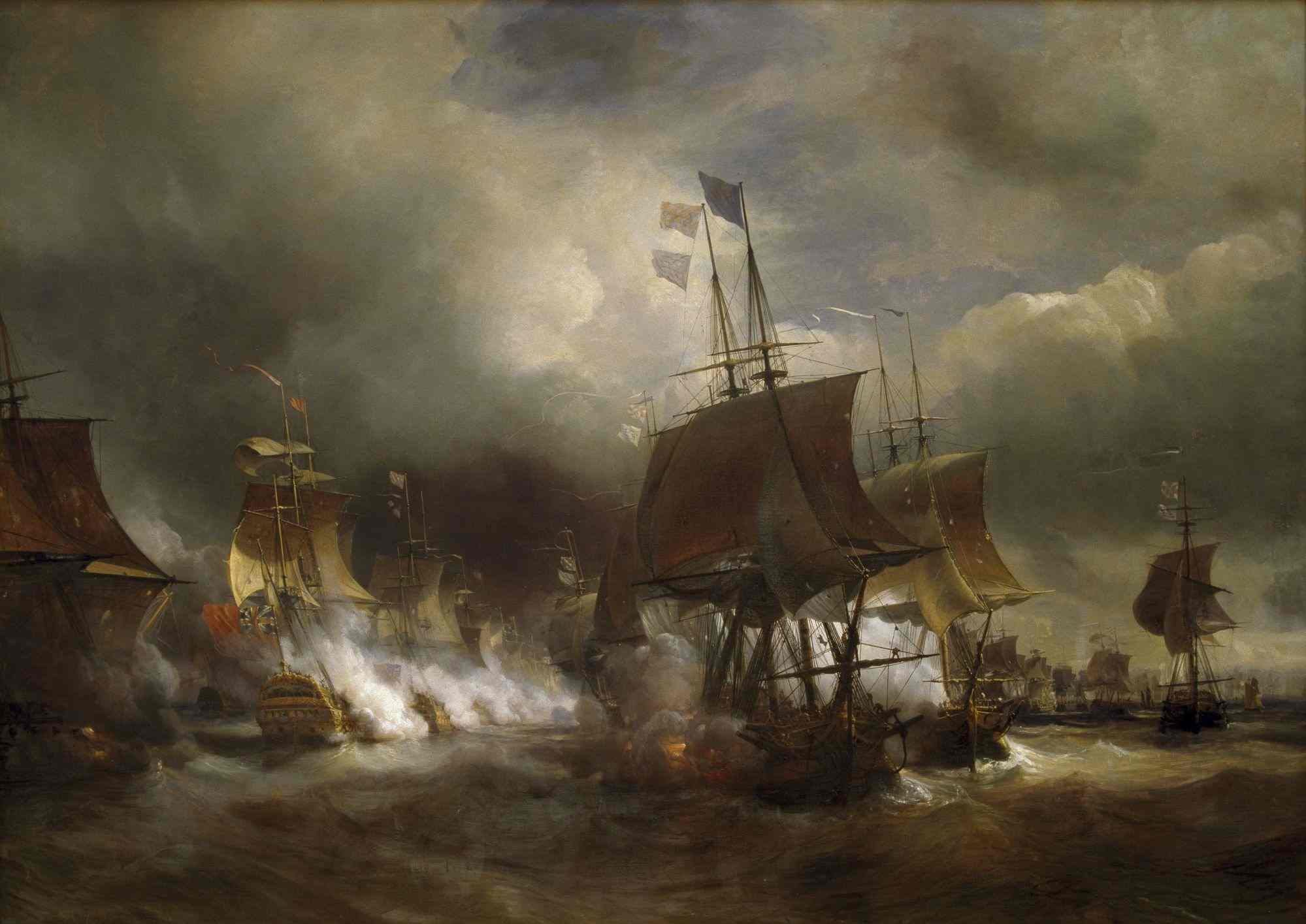
La battaglia di Ouessant del 1778 in un dipinto ad olio su tela del pittore Théodore Gudin.

Nell'aprile 1780 fu trasferito in servizio nella flotta delle Indie occidentali allora al comando dell'ammiraglio Luc Urbain du Bouëxic de Guichen, dove si distinse in tre successivi combattimenti contro la flotta inglese al comando dell’ammiraglio George Brydges Rodney avvenuti il 17 aprile e il 19 maggio. Il primo avvenne nel canale della Dominica, mentre gli altri due nelle vicinanze dell’isola di Saint Lucia. Rientrato in Francia il 23 ottobre 1780, nel settembre 1781 il Re gli conferì il comando del nuovo vascello da 74 cannoni Brave,  con cui salpò il 30 dicembre alla volta delle Americhe. A causa delle condizioni meteorologiche solo il Brave e il Triomphant, al comando di Louis Philippe Rigaud, conte di Vaudreuil (figlio) rimasero a scortare il convoglio, mentre le altre navi rientrarono in porto, a Brest. Le due navi raggiunsero la squadra dell’ammiraglio François Joseph Paul de Grasse presente alle Antille, il 2 febbraio.
Il 12 aprile 1782 prese parte alla battaglia delle Saintes e una volta rientrato in Francia dopo ventidue mesi di campagna, il 19 gennaio 1783 partecipò al matrimonio di sua figlia Beatrice con il tenente di vascello Joseph-Paul-Jean Conte de Lage de Volude. Durante un periodo di riposo passato nella sua casa di Saint-Fort-sur-Gironde, nella Gironda, scrisse il volume Tactique navale, ou Traité sur les évolutions, sur les signaux et sur les mouvements de guerre , che terminato nel 1787 fu presentato in anteprima al Re Luigi XVI.

### Il servizio nell'Armada Española
Il 20 agosto 1784 divenne Chef d'Escadron, e nel gennaio 1792 durante una fase di riorganizzazione della marina, avvenuta in piena Rivoluzione francese, contrammiraglio. Non tollerando gli eccessi rivoluzionari, nel 1795 chiese, tramite la mediazione della contessa di Montijo, di passare al servizio del re di Spagna Carlo IV al fine di continuare a combattere gli inglesi. Tale domanda fu accettata, ed entrò nell'Armada con il grado di Jefe de Escuadra mantenendo il titolo nobiliare di Marchese di Amblimont.
Il 1º febbraio 1797 salpò da Cartagena al comando di una divisione di linea della flotta del tenente generale don José de Córdoba y Ramos, alzando la sua insegna sull’imponente vascello da 112 cannoni  Conde de Regla. L’ammiraglio de Córdoba y Ramos alzava la sua insegna sull'imponente vascello a quattro ponti da 144 cannoni Santísima Trinidad.
Il 14 dello stesso mese la squadra spagnola impegnò combattimento con quella inglese dell'ammiraglio Sir John Jervis nelle acque di Capo San Vincenzo. Nel corso dello scontro una palla di cannone gli taglio in due il corpo uccidendolo all’istante. La salma venne successivamente sepolta in mare con tutti gli onori militari, avvolta nella bandiera spagnola. Il vascello Conde de Regla fu uno dei bastimenti inglesi che si comportarono meglio durante la fasi della battaglia.
Per ricordarne la memoria con Real Orden del 5 novembre 1879, l'Armada collocò una lapide nel Panteón de Marinos Ilustres a Cadice.

## Onorificenze
- Insegne dell'Ordine dei Cincinnati (Stati Uniti d'America)

## Pubblicazioni
- Tactique navale, ou Traité sur les évolutions, sur les signaux et sur les mouvements de guerre, P.-F. Didot le jeune, Paris, 1788.

### Annotazioni
1. ↑  La contessa d'Amblimont morì à Saintes il 4 maggio 1812. Da questa unione nacquero due figli: Louis-Jean-Casimir Renart de Fuchsamberg d'Amblimont, figlioccio del re Luigi XV e di Madame de Pompadour, battezzato il 26 settembre 1763, e morto in giovane età, e Béatrix-Étiennette Renart de Fuchsamberg d'Amblimont, nata a Parigi il 17 aprile 1764, si sposò il 13 gennaio 1782 con Joseph-Paul-Jean, conte de Lage de Volude. Dama d'onore della principessa di Lamballe, la contessa de Lage de Volude si spense nel Baden il 7 dicembre 1842.
2. ↑  Louis Florent de La Vallière, detto le Chevalier de la Vallière, nacque il 19 giugno 1721 e morì a Port au Prince il 15 aprile 1775. Cavaliere dell’Ordine di San Luigi, fu colonnello comandante della Légion Royale, brogadiere generale dal 20 febbraio 1761, tenente generale dal 25 luglio 1762, e poi Maresciallo di campo. Nominato governatore della Martinica nel 1770, passando poi il 30 aprile 1772 a Santo Domingo, sostituendo il governatore Pierre Gédéon de Nolivos.
3. ↑  In quella occasione fu catturato l'intero equipaggio, pari a 150 persone.
4. ↑  Louis de de Córdova y Córdova era salpato da Cadice con la propria squadra il 23 giugno.
5. ↑  Tale nave aveva appena lasciato il cantiere di Rochefort e doveva raggiungere le Indie occidentali.
6. ↑  L’atto del matrimonio porta la firma del Re e della Regina e di numerosi membri della famiglia reale.
7. ↑  Qui aveva trascorso la maggior parte della propria infanzia.
8. ↑  Questa opera è citata nel successivo Tratado de señales de día y de noche e hipótesis de ataques y defensas, voluto dallo Stato maggiore della Armada Española e stampato in proprio presso la Imprenta Real de Marina nel 1804.
9. ↑  Tale vascello era al comando del capitano di vascello don Jerónimo Bravo.
10. ↑  Scrisse di lui don Juan de Lángara y Huarte a Carlo IV: El general Amblimont deja a la Marina Española el recuerdo de un jefe de talento y de un soldado sin igual. Me gusta pensar que su figura brillará en los anales de nuestra Armada con gloria y honor.

### Fonti
1. 1 2 3  Baron de la Moriniere 1869, p. 12.
2. ↑  In Gazette de France, Archivies de la Marine, 1771.
3. ↑  Baron de la Moriniere 1869, p. 14.
4. 1 2 3 4 5 6  Baron de la Moriniere 1869, p. 15.
5. 1 2 3  Baron de la Moriniere 1869, p. 16.
6. 1 2 3 4  Baron de la Moriniere 1869, p. 17.
7. 1 2 3 4  Baron de la Moriniere 1869, p. 18.
8. 1 2 3 4  Baron de la Moriniere 1869, p. 19.
9. 1 2  Baron de la Moriniere 1869, p. 20.
10. ↑  Apodaca 1799, p. 11.
11. ↑  Apodaca 1799, p. 15.
12. ↑  Baron de la Moriniere 1869, p. 11.

### Periodici
- Antonio Martelli, La battaglia di Cabo Sâo Vicente, in Storia Militare, n. 249, Parma, Ermanno Albertelli Editore, giugno 2014,  pp. 20-30.